# Brwinów
Brwinów (udtale: [ˈbrvʲinuf])  er en by der ligger i det østlige, centrale Polen, i den centrale del af voivodskabet Masovien (Województwo mazowieckie) og har 14.448(2021) indbyggere og et areal på	 10,06 km². Den er en del af powiatet (amt) Pruszków. Brwinów ligger omkring 25 km  fra centrum af hovedstaden Warszawa.